# Isidoro Gutiérrez de Castro y Cossio
Isidoro Gutiérrez de Castro y Cossio, (ur. 1824 w Jerez de la Frontera, zm. 25 stycznia 1869 w Burgos) – hiszpański dziennikarz i polityk zamordowany w katedrze w Burgos.

## Życiorys
Wykształcenie zdobył w szkole prowadzonej przez Zakon Pijarów (Escolapios Archidona) a później w Anglii. Po zakończeniu nauki dużo podróżował, był między innymi: w Irlandii, Szkocji, Francji, Belgii i Niemczech.
W 1852 roku powrócił do rodzinnego miasta, gdzie objął funkcję redaktora w Diario de Jerez. Dodatkowo zajmował się polityką. W 1857 roku został mianowany sekretarzem rządu cywilnego z Avila a później w Kordobie.
Kiedy został gubernatorem w Burgos znane stały się jego antyklerykalne poglądy. Przede wszystkim przeciwny był wpływom kościoła na sprawy państwowe. Działając na podstawie instrukcji ministerialnej, udał się do katedry w Burgos, by zinwentaryzować część dóbr kościelnych w celu ich przejęcia przez państwo. Został tam zaatakowany przed wejściem przez tłum wiernych i zamordowany.